# Ремейлер
Ремейлер (англ. remailer) — это сервер, получающий сообщение электронной почты и переправляющий его по адресу, указанному отправителем. В процессе переадресации вся информация об отправителе уничтожается, поэтому конечный получатель лишён возможности выяснить, кто является автором сообщения. Некоторые из ремейлеров позволяют также шифровать письма и указывать фиктивный адрес отправителя, но большинство из них прямо указывают в заголовке, что электронное сообщение анонимно. В качестве ремейлеров могут выступать специализированные веб-сайты, открытые SMTP-серверы и анонимные сети вроде Mixminion.

## Виды ремейлеров
Ремейлеры делятся на анонимные и псевдо-анонимные.
При использовании псевдо-анонимного ремейлера, его оператор знает адрес электронной почты, который необходим для получения ответа на письмо. Тайна связи полностью зависит от оператора, который может стать жертвой угроз, шантажа или социальной инженерии. Преимуществом псевдо-анонимных ремейлеров является их юзабилити, за которое пользователь расплачивается меньшей защищённостью.
Анонимные ремейлеры обеспечивают гораздо более высокую секретность, но при этом они и сложнее в использовании. Их операторы не могут знать, какие данные пересылаются через них, а поэтому нет гарантии своевременной доставки сообщения, которое может и вовсе затеряться. В обмен на высокое время ожидания анонимные ремейлеры достаточно надёжно скрывают от посторонних глаз реальный адрес и содержимое сообщения.